# Piotr Słapa
Piotr Słapa (ur. 29 października 1984) – polski gitarzysta akustyczny, kompozytor, edukator i dziennikarz. Specjalizuje się w grze na gitarze techniką fingerstyle. Od 2008 roku związany z Magazynem Gitarzysta jako wykładowca rubryki „warsztat gitary akustycznej”. Autor ponad 100 publikacji z lekcjami gitary.

## Życiorys
Piotr Słapa pochodzi z muzycznej rodziny. Syn Czesława Słapy waltornisty katowickiego NOSPR-u, wykładowcy Akademii Muzycznej w Krakowie oraz w PSM im. S. Moniuszki w Bielsku-Białej.
Edukację muzyczną rozpoczął pod okiem Grzegorza Kapołki oraz Przemysława Maciołka.
Specjalizuje się w grze na gitarze akustycznej techniką fingerstyle. Styl ten pozwala stworzyć iluzję brzmienia kilku instrumentów grających w tym samym czasie (basu, perkusji, partii rytmicznej i solowej) podczas gry na jednej gitarze. W jego autorskiej muzyce słychać wpływy takich gatunków jak blues, jazz, folk, country czy rock.
Występował u boku takich artystów jak Tommy Emmanuel, Rodrigo y Gabriela, Martin Taylor, Joscho Stephan, Jon Gomm, Andreas Kapsalis, Goran Ivanovic, Andrea Valeri, Marek Napiórkowski, Krzysztof Pełech, Marek Raduli, Wojciech Hoffman, Krzysztof Misiak. Brał udział w nagraniach dla telewizji TVP, TVN oraz dla Polskiego Radia.
W 2014 roku w plebiscycie Guitar Awards został wybrany do najlepszej trójki gitarzystów akustycznych w Polsce.
Zdobywca Nagrody Specjalnej równoważnej z I miejscem w Międzynarodowym Konkursie Gitarzystów Jazzowych - Guitar City 2007.
Instruktor oraz promotor gitary akustycznej w Polsce. W 2011 roku założył warszawską szkołę gitary Guitarschool.pl. Od 2008 roku związany z Magazynem Gitarzysta jako wykładowca rubryki „warsztat gitary akustycznej”. Autor ponad 100 publikacji z lekcjami gitary.
Prowadził warsztaty na wielu imprezach muzycznych takich jak: Summer Guitar Festival w Krzyżowej, Ogólnopolskie Dni Artystyczne z Gitarą, Bass Days, Jazzlot w Ostrzeszowie, Letnie Warsztaty Gitarowe w Muzycznej Owczarni, Jesienny Przeciąg Gitarowy, Targi Music Media, T.Burton Fingerstyle Festiwal, Fingerstyle Sopot Festival, Fingerstyle Feeling, Szczycieński Festiwal Gitarowy, Warsztaty Muzyczne Rockowe Ogródki.

## Dyskografia
- Piotr Słapa „Broken Wing” (2010)
- Ola Bilińska & Piotr Słapa „Bilińska & Słapa EP” (2008)
- Piotr Słapa „Road To Nashville EP” (2007)

Kompilacje
- Antologia Polskie Bluesa cz. 3 (2011)
- Gitara Plus (2010)

## Materiały edukacyjne (książki, DVD)
- "Broken Wing - Guitar Transcriptions" (wydawnictwo Absonic 2010)